# Alfa Romeo Flat-4 (двигатель)
Alfa Romeo Flat-4 — серия оппозитных двигателей, разработанных итальянской автомобильной компанией Alfa Romeo. Компания создала свой собственный четырёхцилиндровый оппозитный двигатель с водяным охлаждением для своей новой модели Alfasud, представленной в 1971 году на Туринском автосалоне.

## 1200
Оригинальный двигатель объёмом 1,2 л. (1,186 куб.см) имел диаметр поршня 80 мм и ход поршня 59 мм. Мотор выдавал мощность 63 — 77 л. с. (46 — 57 кВт).
Применение:
- 1971—1983 Alfa Romeo Alfasud
- 1984—1986 Alfa Romeo Arna[3]
- 1984—1986 Nissan Cherry Европа (ребрендинговая Alfa Romeo Arna продавалась как Nissan Pulsar Milano в Японии)[3]
- 1983—1995 Alfa Romeo 33 (последние версии на экспорт)[4]

## 1300
Двигатель имел ход поршня 64 мм и имел объём 1,3 л. (1,286 куб.см). Мотор выдавал 75 л. с. (55 кВт).
Применение:
- 1977—1983 Alfa Romeo Alfasud
- 1978—1983 Alfa Romeo Sprint

## 1400
1,4 л. (1,351 куб.см) обычно маркировался как «1,3», несмотря на свой объём. Мотор выдавал 75-86 л. с. (55-63 кВт) и имел одну или две пары сдвоенных карбюраторов. Двигатель имел диаметр поршня в 80 мм, но использовал коленчатый вал от «1500» диаметром 67,2 мм.
Применение:
- 1978—1983 Alfa Romeo Alfasud
- 1978—1989 Alfa Romeo Sprint
- 1983—1995 Alfa Romeo 33
- 1994—1997 Alfa Romeo 145
- 1995—1997 Alfa Romeo 146

## 1500

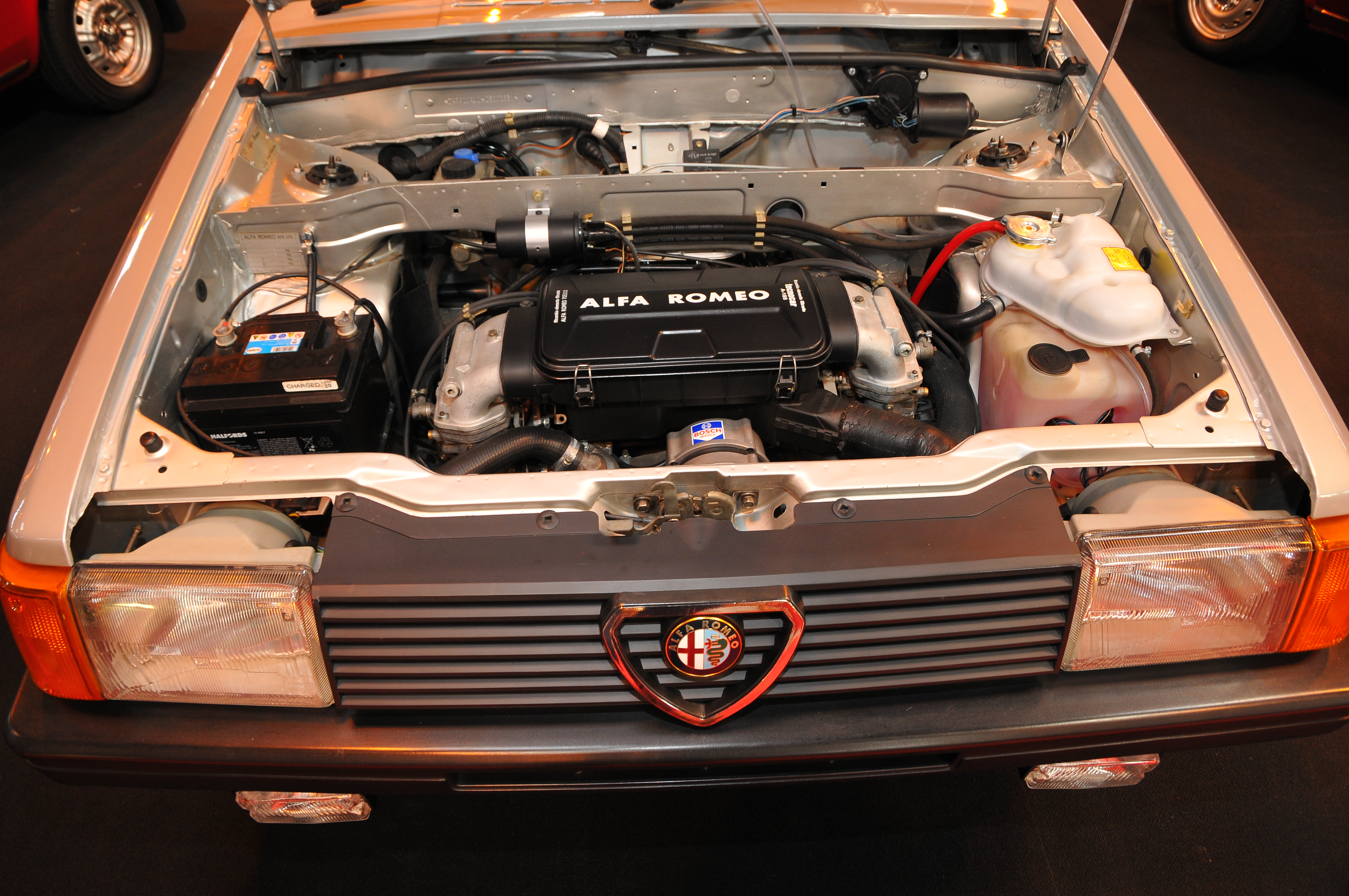
Двигатель на Alfa Romeo Arna 1.5 Ti.

C 1978 по октябрь 1986 года выпускался последний крупный представитель семьи данных моторов. Он имел объём 1,5 л. (1,490 куб.см) «1500» и имел диаметр и ход поршня 84,0 мм и 67,2 мм соответственно. Двигатель выпускался до 1995 года и выдавал мощность с 85 по 105 л. с. (63 — 77 кВт). Это самый большой двигатель, который устанавливался на Alfasud.
Применение:
- 1978—1983 Alfa Romeo Alfasud
- 1978—1989 Alfa Romeo Sprint
- 1984—1986 Alfa Romeo Arna
- 1983—1995 Alfa Romeo 33
- 1985—1986 Clan Clover
- 1984—1986 Nissan Cherry Европа

## 1600
1,6 л. (1,596 куб.см) двигатель выдавал мощность в 103 л. с. (76 кВт). Диаметр и ход поршня 84,0×72,0 мм.
Применение:
- 1994—1997 Alfa Romeo 145
- 1995—1997 Alfa Romeo 146

## 1700
В октябре 1986 года двигатель был увеличен до объёма 1,7 л. (1,712 куб.см). Сначала он устанавливался в 33-ю, а затем на модели Sprint. Мощность двигателя была между 105 и 118 л. с. (77-87 кВт). Диаметр и ход поршня 87,0×72,0 мм.
Применение:
- 10.1986-1995 Alfa Romeo 33
- 10.1986-1989 Alfa Romeo Sprint

## 1700 16V
В январе 1990 года публике была представлена 16-клапанная версия с четырьмя распредвалами. Двигатель стал самым мощным в своём классе с мощностью 129—137 л. с. (95-101 кВт) в зависимости от наличия катализатора. Оснащался инжекторной системой питания Bosch ML 4.1 Motronic.
Последний двигатель Alfa Romeo Flat-4 был выпущен в 1997 году после 26 лет производства.
Применение:
- 01.1990-1995 Alfa Romeo 33
- 1994—1997 Alfa Romeo 145
- 1995—1997 Alfa Romeo 146